# مامای‌لی
مامای‌لی (به لاتین: Mamaylı) یک منطقه مسکونی در جمهوری آذربایجان است که در شهرستان قبله واقع شده است. مامای‌لی ۸۷۰ نفر جمعیت دارد.